# Yoldiella frigida
Yoldiella frigida is een tweekleppigensoort uit de familie van de Yoldiidae. De wetenschappelijke naam van de soort is voor het eerst geldig gepubliceerd in 1859 door Torell.